# Moravske Toplice
Moravske Toplice è un comune di 6.001 abitanti della Slovenia nord-orientale.

## Geografia antropica

### Suddivisioni amministrative
Il comune di Moravske Toplice è formato da 28 insediamenti (naselja):
- Andrejci
- Berkovci
- Bogojina
- Bukovnica
- Čikečka vas
- Filovci
- Fokovci
- Ivanci
- Ivanjševci
- Ivanovci
- Kančevci
- Krnci
- Lončarovci
- Lukačevci
- Martjanci
- Mlajtinci
- Moravske Toplice
- Motvarjevci
- Noršinci
- Pordašinci
- Prosenjakovci/Pártosfalva
- Ratkovci
- Sebeborci
- Selo
- Središče
- Suhi Vrh
- Tešanovci
- Vučja Gomila

## Ripartizione linguistica
| %      | Ripartizione linguistica (gruppi principali) |
| ------ | -------------------------------------------- |
| 6,89%  | madrelingua ungherese                        |
| 89,70% | madrelingua slovena                          |